# Ski de fond aux Jeux olympiques de 1976
Pour des articles plus généraux, voir Ski de fond aux Jeux olympiques et Jeux olympiques d'hiver de 1976.
Navigation
Sapporo 1972 Lake Placid 1980
Les épreuves de ski de fond aux Jeux olympiques d'hiver de 1976 se déroulent à Seefeld in Tirol en Autriche du 5 au 14 février 1976.

## Médailles

### Podiums
| Épreuves                                               | Or                                                                              | Argent                                                                     | Bronze                                                                               |
| ------------------------------------------------------ | ------------------------------------------------------------------------------- | -------------------------------------------------------------------------- | ------------------------------------------------------------------------------------ |
| 15 km classique hommes 8 février résultats détaillés   | Nikolay Bazhukov (URS)                                                          | Yevgeny Belyaev (URS)                                                      | Arto Koivisto (FIN)                                                                  |
| 30 km classique hommes 5 février résultats détaillés   | Sergey Savelyev (URS)                                                           | Bill Koch (USA)                                                            | Ivan Garanin (URS)                                                                   |
| 50 km classique hommes 14 février résultats détaillés  | Ivar Formo (NOR)                                                                | Gert-Dietmar Klause (GDR)                                                  | Benny Södergren (SWE)                                                                |
| Relais 4 × 10 km hommes 12 février résultats détaillés | Finlande Matti Pitkänen Juha Mieto Pertti Teurajärvi Arto Koivisto              | Norvège Pål Tyldum Einar Sagstuen Ivar Formo Odd Martinsen                 | Union soviétique Yevgeny Belyaev Nikolay Bazhukov Sergey Savelyev Ivan Garanin       |
| 5 km classique femmes 9 février résultats détaillés    | Helena Takalo (FIN)                                                             | Raisa Smetanina (URS)                                                      | Nina Fiodorova (URS)                                                                 |
| 10 km classique femmes 10 février résultats détaillés  | Raisa Smetanina (URS)                                                           | Helena Takalo (FIN)                                                        | Galina Kulakova (URS)                                                                |
| Relais 4 × 5 km femmes 12 février résultats détaillés  | Union soviétique Nina Fiodorova Zinaida Amosova Raisa Smetanina Galina Kulakova | Finlande Liisa Suihkonen Marjatta Kajosmaa Hilkka Riihivuori Helena Takalo | Allemagne de l'Est Monika Debertshäuser Sigrun Krause Barbara Petzold Veronika Hesse |

### Tableau des médailles
| Rang | Nation             | Or | Argent | Bronze | Total |
| ---- | ------------------ | -- | ------ | ------ | ----- |
| 1er  | Union soviétique   | 4  | 2      | 4      | 10    |
| 2e   | Finlande           | 2  | 2      | 1      | 5     |
| 3e   | Norvège            | 1  | 1      | 0      | 2     |
| 4e   | Allemagne de l'Est | 0  | 1      | 1      | 2     |
| 5e   | États-Unis         | 0  | 1      | 0      | 1     |
| 6e   | Suède              | 0  | 0      | 1      | 1     |

## Résultats

### Hommes

#### 15 kilomètres
| Rang   | Athlète                | Temps          |
| ------ | ---------------------- | -------------- |
| Or     | Nikolay Bazhukov (URS) | 43 min 58 s 47 |
| Argent | Yevgeny Belyaev (URS)  | 44 min 01 s 10 |
| Bronze | Arto Koivisto (FIN)    | 44 min 19 s 25 |
| 4      | Ivan Garanin (URS)     | 44 min 41 s 98 |
| 5      | Ivar Formo (NOR)       | 45 min 29 s 11 |
| 6      | Bill Koch (USA)        | 45 min 32 s 22 |
| 7      | Georg Zipfel (FRG)     | 45 min 38 s 10 |
| 8      | Odd Martinsen (NOR)    | 45 min 41 s 33 |

#### 30 kilomètres
| Rang   | Athlète                   | Temps              |
| ------ | ------------------------- | ------------------ |
| Or     | Sergey Savelyev (URS)     | 1 h 30 min 29 s 38 |
| Argent | Bill Koch (USA)           | 1 h 30 min 57 s 84 |
| Bronze | Ivan Garanin (URS)        | 1 h 31 min 09 s 29 |
| 4      | Juha Mieto (FIN)          | 1 h 31 min 20 s 39 |
| 5      | Nikolay Bazhukov (URS)    | 1 h 31 min 33 s 14 |
| 6      | Gert-Dietmar Klause (GDR) | 1 h 32 min 00 s 91 |
| 7      | Albert Giger (SUI)        | 1 h 32 min 17 s 71 |
| 8      | Arto Koivisto (FIN)       | 1 h 32 min 23 s 11 |

#### 50 kilomètres
| Rang   | Athlète                   | Temps              |
| ------ | ------------------------- | ------------------ |
| Or     | Ivar Formo (NOR)          | 2 h 37 min 30 s 05 |
| Argent | Gert-Dietmar Klause (GDR) | 2 h 38 min 13 s 21 |
| Bronze | Benny Södergren (SWE)     | 2 h 39 min 39 s 21 |
| 4      | Ivan Garanin (URS)        | 2 h 40 min 38 s 94 |
| 5      | Gerhard Grimmer (GDR)     | 2 h 41 min 15 s 46 |
| 6      | Per Knut Aaland (NOR)     | 2 h 41 min 18 s 06 |
| 7      | Pål Tyldum (NOR)          | 2 h 42 min 21 s 86 |
| 8      | Tommy Limby (SWE)         | 2 h 42 min 43 s 58 |

#### Relais 4 × 10 kilomètres
| Rang   | Athlètes                                                                            | Temps              |
| ------ | ----------------------------------------------------------------------------------- | ------------------ |
| Or     | Finlande (Matti Pitkänen, Juha Mieto, Pertti Teurajärvi, Arto Koivisto)             | 2 h 07 min 59 s 72 |
| Argent | Norvège (Pål Tyldum, Einar Sagstuen, Ivar Formo, Odd Martinsen)                     | 2 h 09 min 58 s 36 |
| Bronze | Union soviétique (Yevgeny Belyaev, Nikolay Bazhukov, Sergey Savelyev, Ivan Garanin) | 2 h 10 min 51 s 46 |
| 4      | Suède (Benny Södergren, Christer Johansson, Thomas Wassberg, Sven-Åke Lundbäck)     | 2 h 11 min 16 s 88 |
| 5      | Suisse (Franz Renggli, Edi Hauser, Heinz Gähler, Alfred Kälin)                      | 2 h 11 min 28 s 53 |
| 6      | États-Unis (Doug Peterson, Tim Caldwell, Bill Koch, Ronny Yeager)                   | 2 h 11 min 41 s 35 |
| 7      | Italie (Renzo Chiochetti, Tonio Biondini,, Ulrico Kostner, Giulio Capitanio)        | 2 h 12 min 07 s 12 |
| 8      | Autriche (Rudolf Horn, Reinhold Feichter, Werner Vogel, Herbert Wachter)            | 2 h 12 min 22 s 80 |

### Femmes

#### 5 kilomètres
| Rang   | Athlète                    | Temps          |
| ------ | -------------------------- | -------------- |
| Or     | Helena Takalo (FIN)        | 15 min 48 s 69 |
| Argent | Raisa Smetanina (URS)      | 15 min 49 s 73 |
| Bronze | Nina Fyodorova (URS)       | 16 min 12 s 82 |
| 4      | Hilkka Kuntola (FIN)       | 16 min 17 s 74 |
| 5      | Eva Olsson (SWE)           | 16 min 27 s 15 |
| 6      | Zinaida Amosova (URS)      | 16 min 33 s 78 |
| 7      | Monika Debertshäuser (GDR) | 16 min 34 s 94 |
| 8      | Grete Kummen (NOR)         | 16 min 35 s 43 |

#### 10 kilomètres
| Rang   | Athlète               | Temps          |
| ------ | --------------------- | -------------- |
| Or     | Raisa Smetanina (URS) | 30 min 13 s 41 |
| Argent | Helena Takalo (FIN)   | 30 min 14 s 28 |
| Bronze | Galina Kulakova (URS) | 30 min 38 s 61 |
| 4      | Nina Fyodorova (URS)  | 30 min 52 s 58 |
| 5      | Eva Olsson (SWE)      | 31 min 08 s 72 |
| 6      | Zinaida Amosova (URS) | 31 min 11 s 23 |
| 7      | Barbara Petzold (GDR) | 31 min 12 s 20 |
| 8      | Veronika Hesse (GDR)  | 31 min 12 s 33 |

#### Relais 4 × 5 kilomètres
| Rang   | Athlètes                                                                                    | Temps              |
| ------ | ------------------------------------------------------------------------------------------- | ------------------ |
| Or     | Union soviétique (Nina Fyodorova, Zinaida Amosova, Raisa Smetanina, Galina Kulakova)        | 1 h 07 min 49 s 75 |
| Argent | Finlande (Liisa Suihkonen, Marjatta Kajosmaa, Hilkka Riihivuori, Helena Takalo)             | 1 h 08 min 36 s 57 |
| Bronze | Allemagne de l'Est (Monika Debertshäuser, Sigrun Krause, Barbara Petzold, Veronika Schmidt) | 1 h 09 min 57 s 95 |
| 4      | Suède (Lena Carlzon, Görel Partapuoli, Marie Johansson, Eva Olsson)                         | 1 h 10 min 14 s 68 |
| 5      | Norvège (Berit Kvello, Marit Myrmæl, Berit Johannessen, Grete Kummen)                       | 1 h 11 min 09 s 08 |
| 6      | Tchécoslovaquie (Anna Pasiárová, Gabriela Svobodová, Alena Bartošová, Blanka Paulů)         | 1 h 11 min 27 s 83 |